# روز بیست و چهارم
روز بیست و چهارم (به انگلیسی: The 24th Day) یک فیلم درام آمریکایی به نویسندگی و کارگردانی تونی پیچیریلو که بر اساس نمایشنامه وی به همین نام ساخته شده‌است. در این فیلم اسکات اسپیدمن، جیمز مارسدن و سوفیا ورگارا به ایفای نقش پرداخته‌اند.